# Solbråtan Trinbræt
Solbråtan Trinbræt (Solbråtan holdeplass eller Solbråtan stasjon) er et norsk trinbræt på Østfoldbanen i Oppegård. Trinbrættet åbnede i 1939 og betjenes af lokaltog mellem Stabekk og Ski. Det ligger 14,05 km fra Oslo S.